# Bernard de Gironde
Bernard de Gironde, né le 5 septembre 1843 à Montauban et mort le 18 décembre 1926 à Paris, est un peintre français.

## Biographie
Jean Bernard Louis Emmanuel de Gironde est le fils d'Henri Octavien, Vicomte de Gironde (1816-1848), propriétaire, et de Françoise Sophie Marie Decazes. 
Élève de Charles Gleyre et de Léon Bonnat, il expose au Salon de 1872 à 1895.
En 1876, il épouse Lucy Denière (1855-1935), Louis Decazes est témoin du mariage. 
Il meurt à son domicile de la rue Legendre, à l'âge de 83 ans.

## Œuvres exposées aux Salons parisiens
- Le sommeil, au Salon de 1872
- Judith, au Salon de 1874
- Le pêcheur, au Salon de 1875

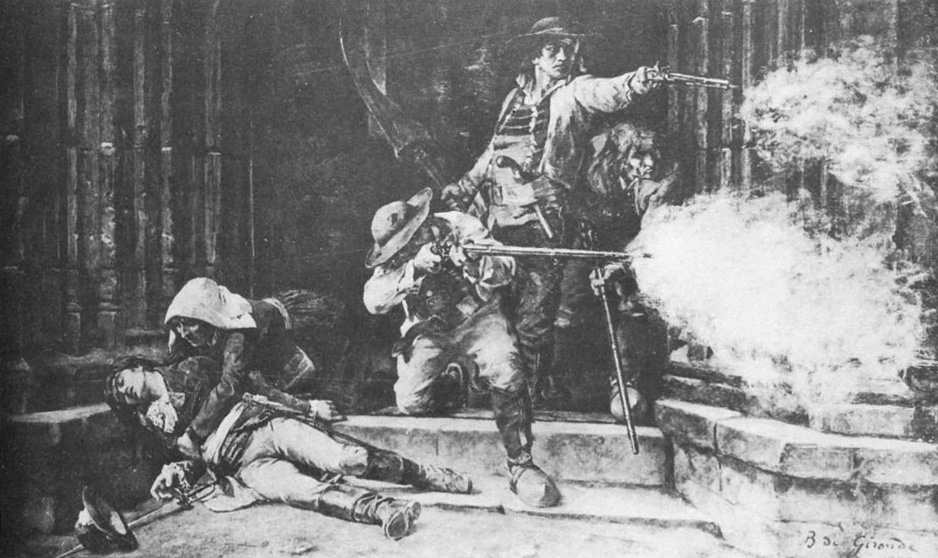
Les Chouans, huile sur toile de Bernard de Gironde, 1882.

- Portrait de M. J. B., au Salon de 1876
- Une tireuse de cartes, au Salon de 1876
- Abandon, au Salon de 1877
- Maria, au Salon de 1879
- Petite fille du Gorbio ; environs de Menton, au Salon de 1879
- Les Chouans, au Salon de 1882
- Démasquée, au Salon de 1883
- Manola, au Salon de 1888
- Portrait de M. le vicomte D., au Salon de 1888
- Déchargement d’un bateau de sel à Venise, au Salon de 1889
- Étude, au Salon de 1892
- Le cygne, au Salon de 1895, panneau décoratif